# 서창보
서창보(徐彰輔, 생몰년 미상)는 대한제국의 관료 출신으로, 친일단체인 국민동지찬성회 부회장을 지냈다.

## 생애
1896년 한성부의 주사를 역임하였고, 1899년부터 약 4년간 충청북도 음성군 등 여러 곳의 군수로 근무했다. 1903년 대한제국 중추원 의관, 1905년에는 변리공사로 고위직에 올랐다.
그는 관료로 일하면서 중요한 정치적 사건이 있을 때 자주 상소로 자신의 의견을 피력했다. 명성황후 복위를 주장하거나 아관파천 중인 대한제국 고종이 환궁해야 한다는 등의 내용이었다.
1898년 황국협회에 가담하여 독립협회와 대립하였고, 을사조약 체결 후에는 나철이 모의한 을사오적 척결 계획에 가담했다가 붙잡혀 유배되었다. 유배 기간 중 일진회의 논리에 찬동하면서 친일파로 돌아선 것으로 《국민신보》에 보도된 바 있다.
1909년부터 일진회의 합방청원운동을 지지하는 장서를 보내기 시작했다. 진신유생 대표를 칭하며 한 이런 행동에 대한 여론이 좋지 않아 서창보의 집에 밤마다 돌이 날아들고 직접 찾아와 구타하는 사람들까지 생기는 등 고초를 겪었다. 이 때문에 마음대로 밖을 다닐 수가 없을 정도였다. 특히 서창보의 여동생은 외부대신 서리와 법부대신을 지낸 유기환의 부인이었는데, 이런 서창보를 책망하다가 구타를 당하고 남매간의 인연을 끊었다는 일화가 있다.
1910년 한일 병합 조약 체결의 분위기가 무르익자 이범찬 등과 함께 국민동지찬성회를 결성하여 부회장을 맡고 합방찬성장서를 제출하는 운동을 벌였다. 서창보는 결사동지단까지 결성하면서 적극적인 활동을 벌여, ‘검계단’이라는 단체 명의로 그의 죄상을 적시하며 처단하겠다는 내용의 벽보가 붙는 등 계속 여론의 질타를 받았다. 1934년 일본에서 흑룡회가 일한합방기념탑을 세우면서 석실에 한일 합방 공로자로 서창보의 이름을 기록했다.
2006년 친일반민족행위진상규명위원회가 조사 발표한 친일반민족행위 106인 명단에 포함되었으며 2008년 발표된 민족문제연구소의 친일인명사전 수록예정자 명단에도 선정되었다.

## 같이 보기
- 국민동지찬성회

## 참고 자료
- 친일반민족행위진상규명위원회 (2006년 12월). 〈서창보〉 (PDF). 《2006년도 조사보고서 II - 친일반민족행위결정이유서》. 서울. 679~688쪽쪽. 발간등록번호 11-1560010-0000002-10. 2007년 10월 8일에 원본 문서 (PDF)에서 보존된 문서. 2007년 8월 19일에 확인함.